# Panorama Mesdag
 (août 2025).
Si vous disposez d'ouvrages ou d'articles de référence ou si vous connaissez des sites web de qualité traitant du thème abordé ici, merci de compléter l'article en donnant les références utiles à sa vérifiabilité et en les liant à la section « Notes et références ».
Le Panorama Mesdag, peint par Hendrik Willem Mesdag en 1880-1881, est une peinture cylindrique de plus de 14 mètres de haut, 40 mètres de diamètre et 120 mètres de circonférence, conservée dans un édifice éponyme à La Haye aux Pays-Bas.
Mesdag était un peintre de marine réputé appartenant à l’École de La Haye. Son épouse Sina Mesdag-van Houten et d'autres peintres tels que Théophile de Bock, George Hendrik Breitner et Bernard Blommers ont également contribué à cette œuvre magistrale qui représente la ville et le port de La Haye ainsi que la plage de Schéveningue tels qu'ils étaient en 1881. Afin de compléter l'expérience immersive des spectateurs, des dunes de sable et des accessoires ont été placés dans l'espace qui sépare la peinture de la plateforme centrale destinée aux visiteurs.
C'est aujourd'hui le plus ancien panorama (au sens de fresque en trompe-l'œil) du monde conservé dans son lieu d'origine.

## Contexte historique

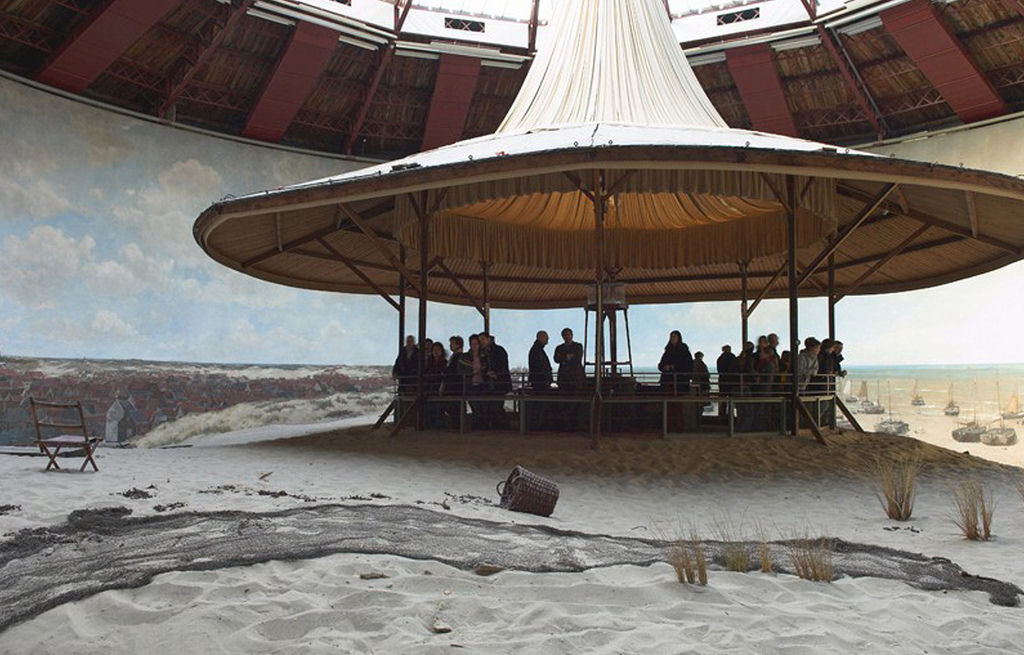
Spectateurs admirant le panorama dans son pavillon en 2007, à partir de la rotonde centrale.

Le Panorama Mesdag a été créé à une époque où de nombreuses autres fresques cylindriques étaient apparues en Europe. La popularité de ce genre au XIXe siècle vient du fait que c'était l’une des rares possibilités d’avoir une vision réaliste d’un autre endroit. En 1826, le panorama temporaire érigé à Amsterdam représentant le bombardement d'Alger de 1816 s'était avéré être un investissement très lucratif. En 1880, un panorama avait été ouvert à Amsterdam dans la rue dite Plantage Middenlaan, mais l'intérêt populaire pour cette attraction commençait déjà à s'éroder. À peine 10 ans après son ouverture, le panorama d'Amsterdam faisait déjà face à des difficultés financières. Au même moment (1881) s'ouvrait à la Haye, dans le quartier de Bezuidenhout, un autre panorama qui accueillit la peinture de l’artiste belge Émile Wauters, le Panorama du Caire, qui avait déjà été exposée à Vienne, Munich et Bruxelles.   
Selon certains, le Panorama Mesdag a servi d'objet de spéculation et cela à une époque où le point culminant de la vogue des panoramas était déjà atteint. Bien que le nombre de visiteurs prévus ait été relativement modéré (30 000), la première entreprise chargée de développer le Panorama Mesdag fera rapidement faillite.

## Création

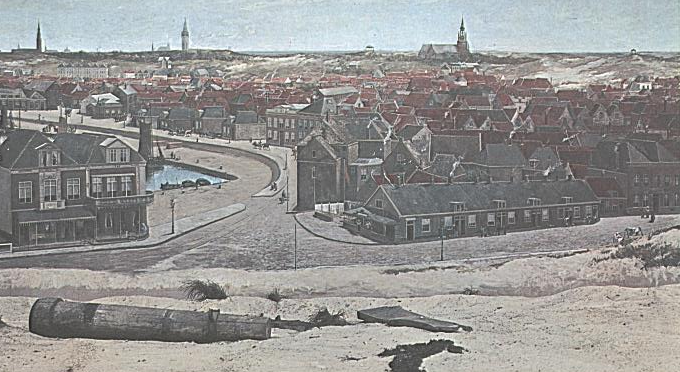
Le village de Schéveningue, détail du Panorama Mesdag avec de fausses dunes au premier plan.

Se plaçant au sommet de la « dune du Signal » (Seinpostduin (nl)), qui était à l'époque la dune la plus haute dune de Schéveningue, Mesdag dessina la vue sur un cylindre de verre. En mettant du papier autour de lui, il put ensuite reporter une représentation du paysage sur papier. En plaçant une source de lumière au milieu du cylindre, on pouvait également projeter la scène sur la toile.
Le cylindre de verre utilisé à l’époque pour peindre le panorama est toujours sur place au milieu de la rotonde.
Une fois tous ces préparatifs terminés, Mesdag et ses assistants eurent encore besoin de quatre mois pour peindre l’œuvre. Théophile de Bock se concentra principalement sur le ciel et les dunes, Breitner peint la cavalerie qui s'exerçait sur la plage et Blommers fut responsable de la mère avec sa fille qui regardait derrière la clôture. Sientje Mesdag a peint le village de Schéveningue avec Breitner. Mesdag lui-même s'occupa des bateaux et de la mer.
À l'endroit où on s'attend à trouver sa signature, Mesdag a peint sa femme Sientje. Elle est assise sur la plage sous un parasol blanc devant son chevalet entre deux bateaux de pêche.

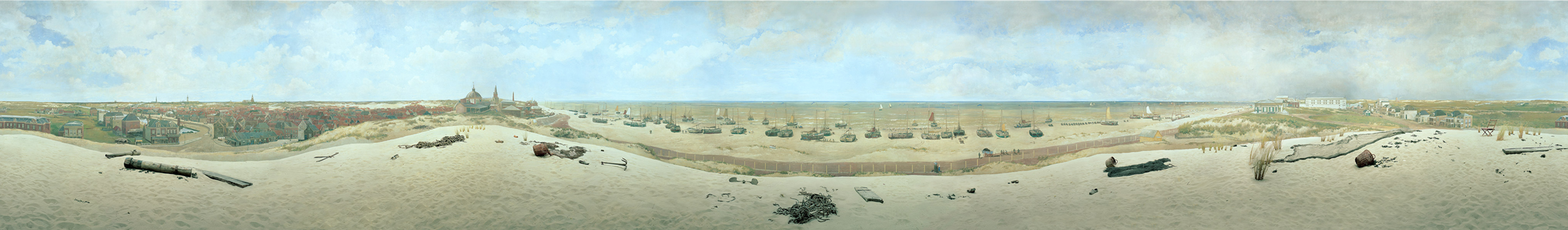
Hendrik Willem Mesdag, Panorama Mesdag (1880-1881), vue reconstituée à 360°.

## Gestion
C'est une entreprise belge qui avait initialement passé commande du tableau à Mesdag. Hélas cette société fit faillite et Mesdag, qui était assez fortuné, racheta le panorama. Mesdag et sa femme n’avaient pas de descendance, leur fils unique, Klaas, étant décédé en 1871. Dès avant sa mort, Mesdag fit don du Panorama à ses 33 cousins sous la forme d'une société anonyme. Le Panorama Mesdag est toujours géré par les descendants des actionnaires initiaux, désormais une famille historique et culturelle dans le cadre d'une Société à Responsabilité limitée (SARL).

## Bâtiment

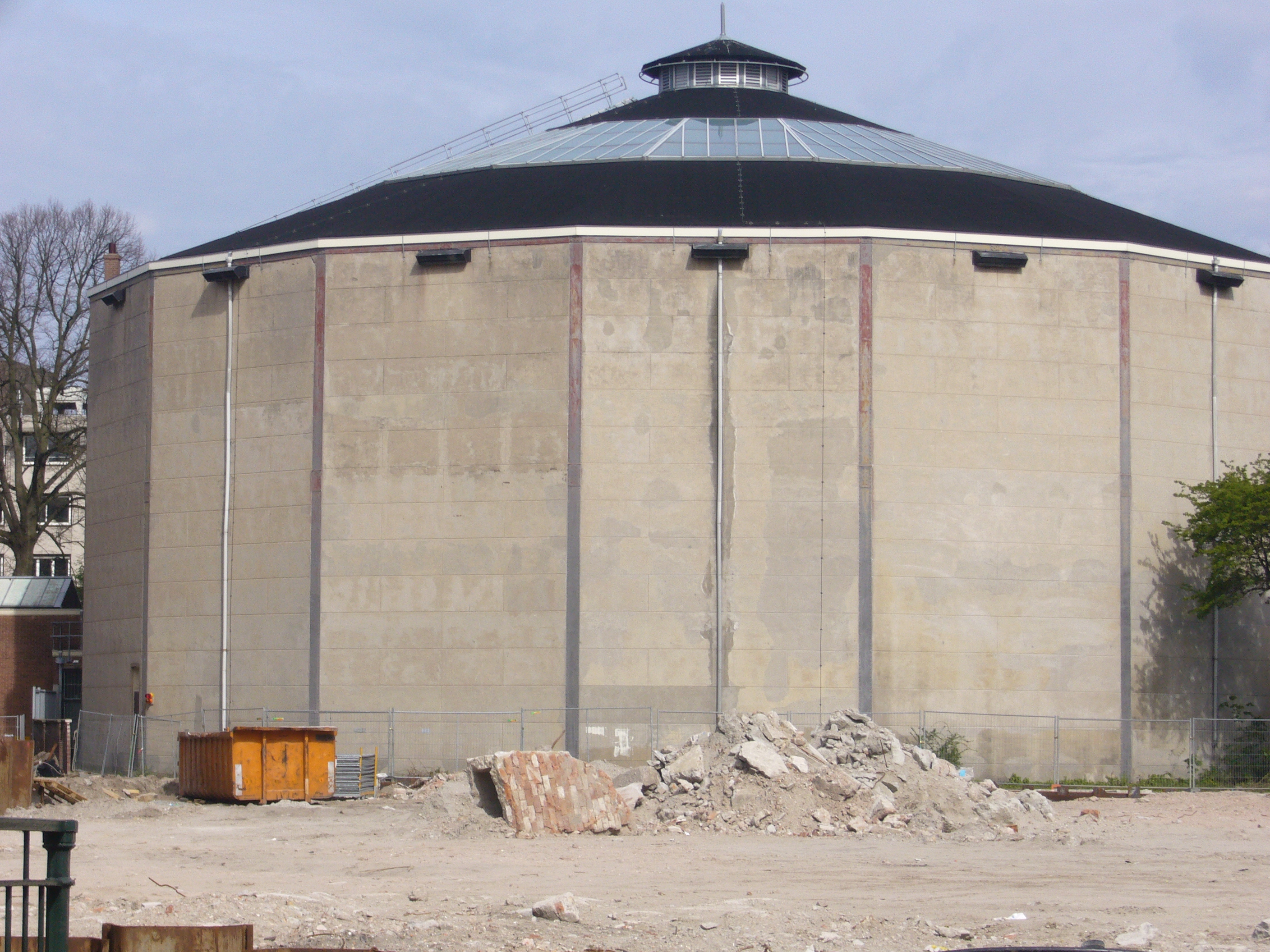
Le bâtiment à 16 côtés qui abrite le panorama.

Le musée est situé rue de Mer (Zeestraat) à La Haye. Derrière la façade d'une ancienne maison de maître se trouve la collection permanente de Mesdag avec de nombreuses paysages maritimes ou de plage et avec des œuvres de Sientje Mesdag-van Houten. Un peu en arrière de cette maison se trouve un autre bâtiment spécial dans lequel le panorama est installé. La lumière du jour entre par la verrière au-dessus de la peinture. Cet édifice à 16 côtés est complètement entouré par les jardins de l'ambassade canadienne et les résidences des ambassadeurs italien et britannique. Lorsque l'on a démoli la piscine de la rue dite Mauritskade en 2007, on a pu apercevoir le bâtiment depuis la rue pendant quelques semaines.
Les craintes du conseil d'administration de Panorama Mesdag que la construction à la place de l'ancienne piscine d'un parking de deux étages pour l'hôtel Hilton pourrait causer des dommages à l'immeuble, se sont avérées justifiées. Non seulement le bâtiment du panorama a commencé à s'enfoncer dans le sol mais encore la toiture en a été endommagée. Des travaux de restauration et de stabilisation de l'édifice ont alors été entrepris et terminés en octobre 2010. Un mélange de béton et de gravillons a été injecté à travers 64 tubes en dessous et à côté du bâtiment. Le bâtiment a ainsi été soulevé de 4,5 mm pour revenir à sa position initiale. Les travaux du parking, restés gelés pendant tout ce temps, se sont poursuivis après la stabilisation de la rotonde et sont maintenant terminés.
Le mercredi 23 février 2011, l'ancien ministre Laurens Jan Brinkhorst et son petit-fils le comte Claus-Casimir d'Orange-Nassau Amsberg (fils du prince Constantĳn des Pays-Bas et de Laurentien Brinkhorst) ont posé la première pierre de l'extension du Panorama Mesdag. Dans ce bâtiment situé entre le musée et l'hôtel Hilton de La Haye ouvert en 2010 se trouvent une salle d'exposition, une boutique de musée et un café avec un toit-terrasse. La maison principale - où Barbara van Houten, la première directrice du Panorama Mesdag, a vécu et travaillé - a été complètement restaurée en même temps.
Le 28 mars 2015, Panorama Mesdag a été officiellement rouvert par le maire Jozias van Aartsen. Le nouveau musée a attiré plus de 175 000 visiteurs en 2015, soit une amélioration nette par rapport au record de fréquence de 2014, qui était de 140 000 visiteurs.